# جيمس جانون
جيمس جانون (بالإنجليزية: James Gannon)‏ هو مؤرخ وصحفي أمريكي، ولد في 31 يناير 1931.